# Посольство Украины в Великобритании
Посольство Украины в Соединённом Королевстве Великобритании и Северной Ирландии (укр. Посольство України у Сполученому Королівстві Великої Британії та Північної Ірландії) — дипломатическая миссия Украины в Великобритании, находится в Лондоне.

## Задачи посольства
Основная задача Посольства Украины в Лондоне представлять интересы Украины, способствовать развитию политических, экономических, культурных, научных и других связей, а также защищать права и интересы граждан и юридических лиц Украины, которые находятся на территории Великобритании и Северной Ирландии.
Посольство способствует развитию партнерских отношений между Украиной и Великобританией на всех уровнях, с целью обеспечения гармоничного развития взаимных отношений, а также сотрудничества по вопросам, представляющим взаимный интерес. Посольство выполняет также консульские функции.

## История дипломатических отношений
В 1919—1921 годах в Лондоне действовала дипломатическая миссия УНР — дипломатическое представительство правительства Украинской Народной Республики. В состав комиссии, от 28 января 1919 года вошли Николай Ананиевич Стаховский (глава миссии), Маркиян Марьянович Меленевский и Ярослав Иванович Олесницкий (советники), Л. Базилевич и Исидор Шафаренко (атташе), и шесть служащих. В мае 1919 года дипломатическая миссия прибыла в Лондон.
С мая 1919 года украинская дипломатическая миссия находилась по адресу: 38 Kensington Mansions, Trebovir Road, London SW5, а с октября 1919 года — 75 Cornwall Gardens, London SW7.
Миссия не имела официального признания правительства Великобритании. Ее основной задачей было содействие признанию УНР Великобританией. Миссия также распространяла информацию об Украине. С июля 1919 по февраль 1920 года выходил бюллетень миссии — еженедельник «Юкрейн».
В сентябре 1919 года Николай Ананьевич Стаховский из-за состояния здоровья подал в отставку, и временным поверенным в делах был назначен Ярослав Иванович Олесницкий. В январе 1920 года в Лондон прибыл новый глава миссии Арнольд Давидович Марголин. В августе 1920 года Арнольд Давыдович Марголин ушёл в отставку и новым главой миссии снова стал Ярослав Олесницкий. Сотрудниками миссии в то время были Марк Вишницер, Антон Хлопецкий, Ирина Добродиева, Николай Горбенко и четверо служащих: Владимир Залозецкий (представитель ЗУНР), Емельян Козий, Л. Базилевич, д. Годило-Годлевский, пресбюро миссии возглавил известный украинский журналист Виктор Песнячевский.
В 1923—1924 годах деятельность миссии продолжал Роман Смаль-Стоцкий, который был представителем правительства УНР в изгнании.
Великобритания первой из стран ЕС признала независимость Украины 31 декабря 1991 года. Официально дипломатические отношения были установлены 10 января 1992 года. Посольство Украины в Великобритании было открыто в октябре 1992 года. Первым послом Украины в Великобритании стал Сергей Васильевич Комиссаренко.

## Руководители дипломатической миссии
| Страна  | Русский             | Украинский                | Английский                | Период                           | Статус                       |
| ------- | ------------------- | ------------------------- | ------------------------- | -------------------------------- | ---------------------------- |
| УНР     | Николай Стаховский  | укр. Микола Стаховський   | англ. Mykola Stakhovsky   | 1919                             | Глава дипломатической миссии |
| УНР     | Арнольд Марголин    | укр. Арнольд Марґолін     | англ. Arnold Margolin     | 1919—1921                        | Глава дипломатической миссии |
| УНР     | Ярослав Олесницкий  | укр. Ярослав Олесницький  | англ. Jaroslav Olesnitsky | 1921—1923                        | Глава дипломатической миссии |
| УНР     | Роман Смаль-Стоцкий | укр. Роман Смаль-Стоцький | англ. Roman Smal-Stocki   | 1923—1924                        | Глава дипломатической миссии |
| Украина | Сергей Комиссаренко | укр. Сергій Комісаренко   | англ. Serhiy Komisarenko  | 14 мая 1992—25 декабря 1997      | Посол                        |
| Украина | Владимир Василенко  | укр. Володимир Василенко  | англ. Volodymyr Vasylenko | 25 декабря 1997—10 апреля 2002   | Посол                        |
| Украина | Игорь Митюков       | укр. Ігор Мітюков         | англ. Ihor Mityukov       | 12 сентября 2002—31 августа 2005 | Посол                        |
| Украина | Игорь Харченко      | укр. Ігор Харченко        | англ. Ihor Kharchenko     | 9 декабря 2005—29 июня 2010      | Посол                        |
| Украина | Владимир Хандогий   | укр. Володимир Хандогій   | англ. Volodymyr Khandohiy | 30 июля 2010—16 мая 2014         | Посол                        |
| Украина | Андрей Кузьменко    | укр. Андрій Кузьменко     | англ. Andriy Kuzmenko     | 2014                             | Временный поверенный         |
| Украина | Игорь Кизим         | укр. Ігор Кизим           | англ. Ihor Kyzym          | 2014—2015                        | Временный поверенный         |
| Украина | Наталья Галибаренко | укр. Наталія Галібаренко  | англ. Natalia Galibarenko | 26 августа 2015—20 июля 2020     | Посол                        |
| Украина | Вадим Пристайко     | укр. Вадим Пристайко      | англ. Vadym Prystaiko     | 20 июля 2020—21 июля 2023        | Посол                        |
| Украина | Валерий Залужный    | укр. Валерій Залужний     | англ. Valerii Zaluzhnyi   | 9 мая 2024 — н. в.               | Посол                        |

## Консульский отдел в Лондоне
Консульский отдел Посольства Украины в Великобритании осуществляет консульское обслуживание юридических лиц и граждан Украины в пределах Англии и Уэльса.
Адрес: Ground Floor, 78 Kensington Park Road Лондон W11 2PL

## Генеральное консульство Украины в Эдинбурге (с 2002)
Адрес: 8 Windsor Street Эдинбург EH7 5JR
| Русский           | Украинский             | Период     |
| ----------------- | ---------------------- | ---------- |
| Александр Цветков | укр. Олександр Цвєтков | 2002—2006  |
| Богдан Яременко   | укр. Богдан Яременко   | 2006—2009  |
| Вадим Вахрушев    | укр. Вадим Вахрушев    | 2009—2010  |
| Михаил Оснач      | укр. Михайло Оснач     | 2010—2015  |
| Андрей Куслий     | укр. Андрій Куслій     | 2015—н. в. |